# Ellendigenkerkhof
Ellendigenkerkhof, ook wel drenkeldoden- of drenkelingenkerkhof genoemd, was in de Nederlanden vanouds de naam voor een begraafplaats waar zwervers, drenkelingen, slachtoffers van geweld, gesneuvelde militairen en andere buitenstaanders of ongeïdentificeerde doden werden begraven. Dat gold eveneens terechtgestelde misdadigers, godloochenaars en zelfmoordenaars, voor zover die niet direct op het galgenveld werden begraven. Ook leden van religieuze minderheden en vreemdelingen (waaronder Joden en Roma), arbeidsmigranten of marskramers waarvan men niet kon vaststellen of ze tot een kerkelijke gemeenschap behoorden, werden vaak op het ellendigenkerkhof ter aarde besteld. Sommige steden kenden een afzonderlijk armenkerkhof, waar het als een schande gold hier begraven te moeten worden.

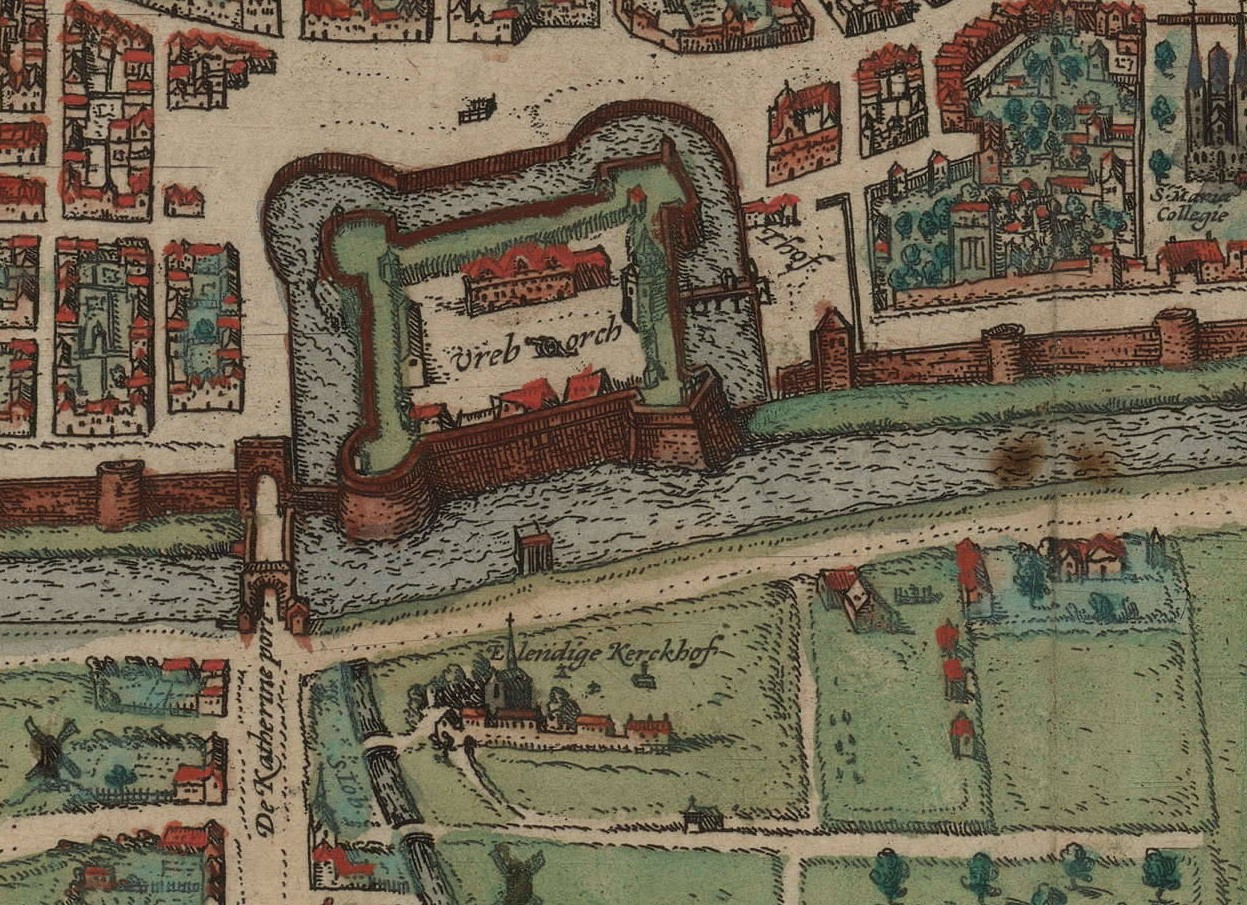
Voorbeeld van een ellendigenkerkhof, buiten de stadsmuren van Utrecht 1572

## Algemeen
Van veel Nederlandse steden, zoals als Utrecht, Amsterdam, Maastricht en Vlissingen, is bekend dat ze een afzonderlijk ellendigenkerkhof hadden. De meeste kustdorpen en de Waddeneilanden hadden speciale begraafplaatsen voor aangespoelde drenkelingen. In kleinere plaatsen ging het het vaak om een afgescheiden en/of afgelegen deel van normale kerkhof of om een plek buiten de kerkhofmuur. 
In Vlaanderen sprak men wel over een 'ongewijd' of 'heidenenkerkhof'; in Duitsland en Oostenrijk over een begraafplaats der 'naamlozen' of 'thuislozen'. Keulen had al in 1335 een Elendskirchhof, dat na 1578 plaats maakte voor het zogenaamde Geusenfriedhof, waar vooral Nederlandse protestanten werden begraven. Wenen heeft een Friedhof der Namenslosen; op de Oost-Friese Waddeneilanden spreekt men wel over een Drinkeldodenkarkhoff.
Het ellendigenkerkhof is een uitvloeisel van de middeleeuwse rooms-katholieke leer, die het niet toestond om overledenen in gewijde aarde te begraven als ze de kerkelijke sacramenten niet hadden ontvangen. Dat kon gaan om ongelovigen, ketters en andersdenkenden, maar ook om mensen die bestraft waren of behoorden tot verachte beroepsgroepen (zoals de beul), om ongedoopte zuigelingen en soms ook om vrouwen die in het kraambed waren gestorven. Overledenen waarvan men meende dat ze door God waren gestraft vanwege hun omstreden levenswijze, zoals pestslachtoffers en lepralijders, werden eveneens naar afzonderlijke begraafplaatsen verwezen. Het ellendigenkerkhof kreeg daarom vaak een plek bij een hospitaal, pesthuis of leprozerie.
Ook na de Reformatie hielden stadsbesturen en kerkelijke gemeenschappen in de regel vast aan het gebruik om buitenstaanders buiten de publieke begraafplaatsen te begraven. In katholieke streken werden protestanten doorgaans verwezen naar een terrein buiten de kerkhofgrens. Op protestantse kerkhoven waren katholieken daarentegen wel welkom. Leden van de joodse minderheid, die er veel belang aan hechtten dat hun laatste rustplaats ongestoord zou blijven, verkregen vaak toestemming om eigen begraafplaatsen in te richten. Nog in de 19e eeuw werden nieuwe begraafplaatsen voor drenkelingen en vreemdelingen ingericht, zoals te Snakkerburen bij Leeuwarden. Toen de meeste kerkhoven en begraafplaatsen in de 19e eeuw onder het beheer van de overheid kwamen, richtten katholieke kerkbesturen soms eigen kerkhoven in, waar andersdenkenden opnieuw geweerd konden worden. 
Slachtoffers van geweld werden in de middeleeuwen vaak begraven op de plek waar men het lijk had gevonden. Dit gold tevens als een waarschuwing aan het adres van de moordenaar dat het slachtoffer nog niet was gewroken. Sinds de 17e of 18e eeuw eeuw op dergelijke plekken soms een gedenkteken aangebracht. Dat was bijvoorbeeld het geval bij de zogenaamde "poepenkruizen" in Noord-Nederland, die werden aangebracht op plekken waar Westfaalse seizoensarbeiders waren beroofd en vermoord.
In de loop van de 20e eeuw werd het steeds gebruikelijker dat afstammelingen van migranten hun eigen begraafplaatsen kregen. Zo heeft Nederland tegenwoordig ook islamitische, oosters-orthodoxe, Armeense en Chinese begraafplaatsen. Met name begraafplaats De Nieuwe Ooster te Amsterdam uit 1894 biedt volop ruimte aan minderheidsculturen, waaronder moslims, hindoestanen, Chinezen, Surinamers, Ghanezen, Sinti en Roma.

## Utrecht

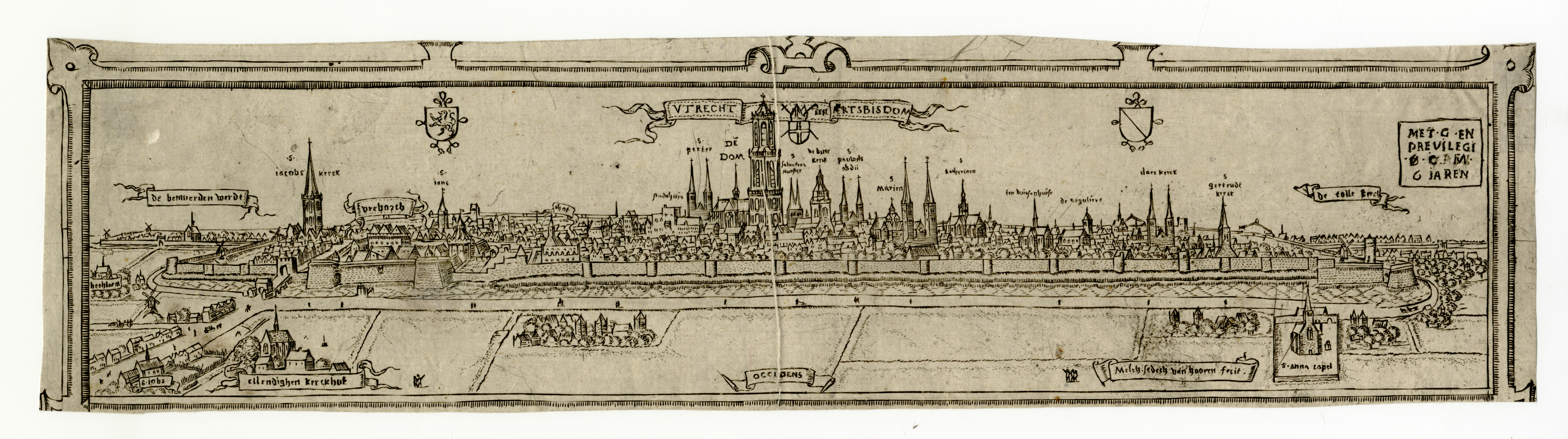
De stad Utrecht omstreeks 1570, links onder het Ellendighen kerckhoff

Het Ellendigenkerkhof in Utrecht, ook wel Ellendige Kerkhof genoemd, werd aangelegd omstreeks 1402 buiten de stadsmuur naast de westelijke Catharijnepoort. Op het kerhof bevond zich de Ellendigenkapel. De begraafplaats maakte deel uit van het Catharijneconvent binnen de stad, waaraan tevens een gasthuis was verbonden. In 1578 werd de Ellendigenkapel afgebroken. Waarschijnlijk is vervolgens niemand daar meer begraven en enige tijd later werd die plek een wandelgebied. In 1664 werd de Leidse vaart gegraven en werd de Leidseweg verlegd naar de zuidzijde van de Leidse vaart. Mogelijk zijn toen de ondergrondse restanten van het Ellendigenkerkhof grotendeels verdwenen.
In 1810 werd het wandelgebied weer in gebruik genomen als kerkhof. Het Sint-Nicolaikerkhof was namelijk niet groot genoeg om de Franse soldaten te begraven, die toen bij honderden stierven. Na het vertrek van de Fransen in 1813 werd het gebied ook weer gebruikt om misdadigers en zelfmoordenaars te begraven en werd het dus weer een ellendigenkerkhof. Tot ongeveer 1840 werd er begraven en dat gebeurde volgens vaste regels. Militaire overledenen werden er ’s morgens met een schuit naar toe gebracht, de lijken van arme mensen werden ’s middags op een draagbaar vervoerd onder leiding van buurtschouten. Onbemiddelde misdagers en zelfmoordenaars werden ’s avonds op een sleperswagen door cellebroeders gebracht en deze lijken werden vaak nog dezelfde avond door lijkdieven weggehaald ten behoeve van anatomische lessen.
Vanaf omstreeks 1970 volgde de bouw van winkelcentrum Hoog Catharijne waarbij de laatste restanten van het Ellendigenkerkhof aan het Smakkelaarsveld zijn opgeruimd. Voor de bouw werd o.a. het hoofdgebouw van de Levensverzekeringsmaatschappij De Utrecht gesloopt. Op dat terrein werd in 1974 een beeld gevonden van een Christuskind met vogel, mogelijk afkomstig van het Ellendigenkerkhof. Aan de westkant van de Catharijnebaan werd in 1975 een keramische sculptuur gevonden, mogelijk ook afkomstig van het Ellendigenkerkhof.

## Amsterdam

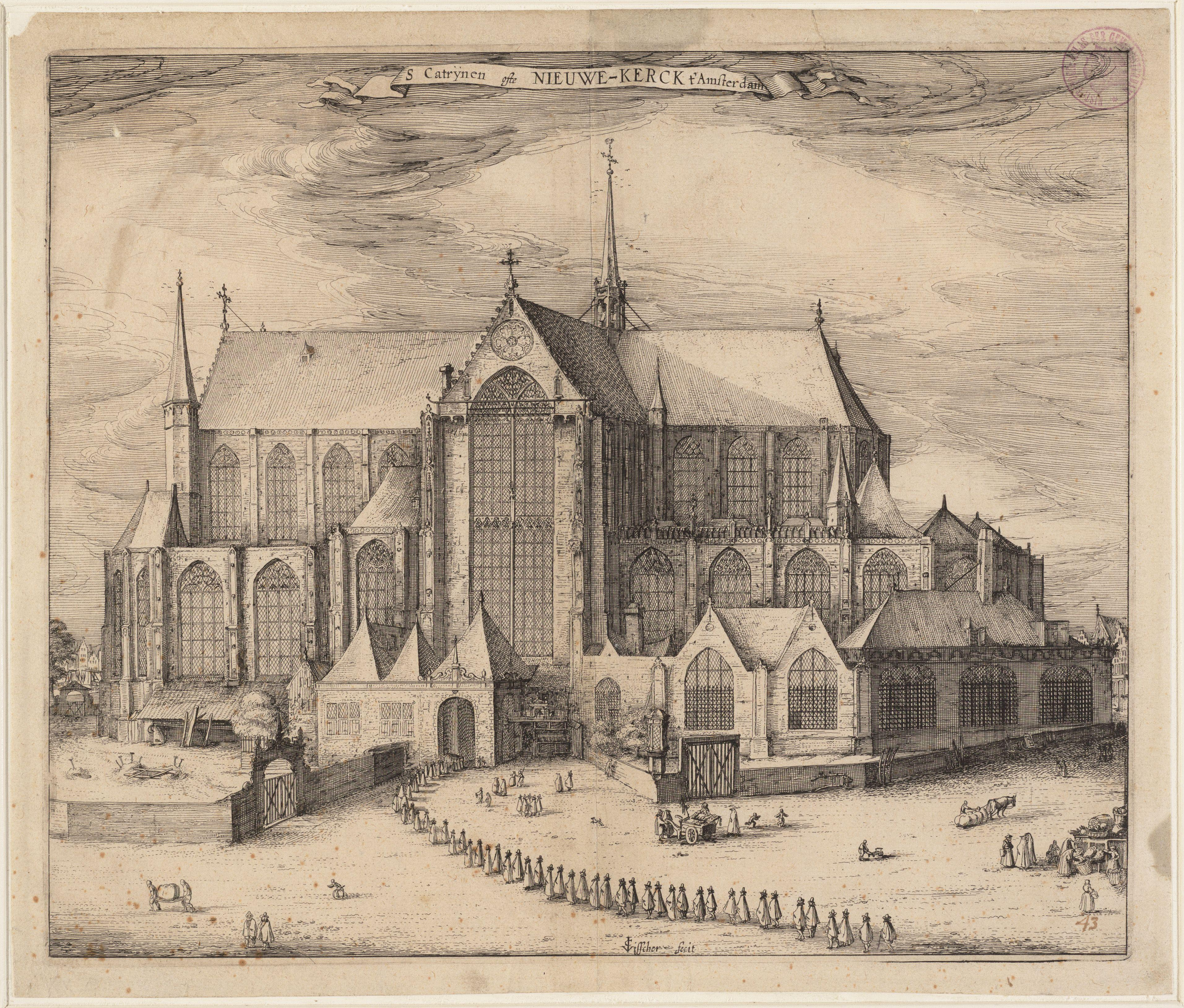
Nieuwe Kerk Amsterdam, rechts van de stoet het ommuurde ellendigenkerkhof

De Nieuwe kerk in Amsterdam had aan de zuidzijde twee ommuurde kerkhoven. Het grootste kerkhof, aan de kant van de huidige Mozes en Aäronstraat, was voor degenen die geen plaats in de kerk konden betalen. Het had in de roomse periode gewijde aarde. Het kleinste, aan de kant van de tegenwoordige Eggertstraat, had geen gewijde aarde en was bestemd voor misdadigers, geëxecuteerden, ketters, in de gevangenis overledenen en voor mensen die zelf een eind aan hun leven maakten. Het werd daarom het ellendigenkerkhof genoemd. De Eggertstraat heette tot 1865 Ellendigensteeg.
Sommige geëxecuteerden die zelfs geen graf waardig waren op het ellendigenkerkhof werden op het galgenveld aan de overkant van het IJ tentoongesteld, als prooi voor de vogels. Dat lot trof o.a. ketters die zich niet lieten bekeren. Als ze zich vlak voor de executie wel bekeerden mochten ze alsnog naar het ellendigenkerkhof.
Ook na de Reformatie bleef het ellendigenkerkhof in gebruik o.a. voor wederdopers en doopsgezinden. Na het midden van de 17e eeuw werd er niet meer begraven. De laatste melding in de stadsjustitieboeken dateert van 4 september 1647.

## Maastricht

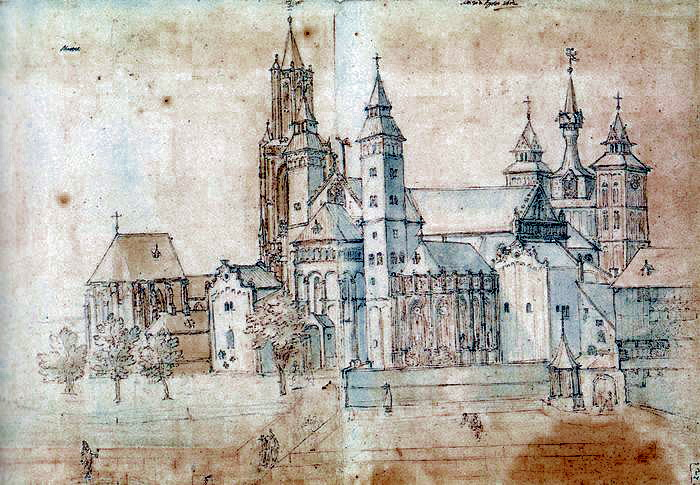
Maastricht, Vrijthof met rechts het ommuurde ellendigenkerkhof (1612)

Op het Vrijthof van Maastricht werden al vanaf de Romeinse tijd doden begraven. In de 12e eeuw was dit het kerkhof van de Sint-Janskerk en de Sint-Servaaskerk. Omstreeks 1170 was ten noordoosten van de Sint-Servaas een deel afgezonderd als ellendigenkerkhof. Hier werden onder anderen de doden begraven van de twee aan het Vrijthof gelegen gasthuizen voor pelgrims, het Sint-Servaasgasthuis en het Sint-Jacobsgasthuis. Hoewel over dit kerkhof meestal werd geschreven dat er onbemiddelde vreemdelingen werden begraven, had Maastricht ook criminelen, zwervers en zelfmoordenaars die daar terecht kwamen.
Het kerkhof was omheind, zoals te zien is op een tekening van Remigio Cantagallina uit 1614. In 1594 werd er een ijzeren hek voor de ingang geplaatst om te voorkomen dat paarden en andere beesten in het ellendigenkerkhof zouden komen.
Het Maastrichtse ellendigenkerkhof bleef in gebruik tot in de Franse tijd, toen de buiten de stadsmuren gelegen Algemene Begraafplaats Tongerseweg in gebruik genomen werd.

## Andere plaatsen
In andere steden was het niet altijd een afzonderlijk kerkhof, maar een deel van het bestaande kerkhof waar misdadigers en ongedoopten werden begraven. Ook werd het niet overal ellendigenkerkhof genoemd. 
In Culemborg bestond het terrein kennelijk al in 1428, toen een poging om de stad in het kader van Hoekse en Kabeljauwse twisten te veroveren mislukte. De lijken van de belagers werden volgens een bericht uit 1753 begraven "‘agter de Kerk, Schuyns tegen over den Papenhoek en het Parochie School, nu genaemt het Elendige Kerkhof".
In Tiel was in 1494 de Sint Ceciliakapel gebouwd bij het kerkhof van het aangrenzende vrouwenklooster. De nonnen werden daar begraven. Een meter of zes oostwaarts was een gedeelte bestemd voor zwervers en aangespoelde drenkelingen. Tielenaren meden die plaats en noemden het de duivelshoek.
In Oosterhout werden voor 1828 vondelingen, ongedoopten, misdadigers en zelfdoders aan de noordkant van de kerk begraven. Na 1828 had Oosterhout buiten de bebouwde kom een algemene begraafplaats gekocht en in 1876 werd er ‘op een kwartier gaans van de bebouwde kom’ een klein veld gekocht speciaal voor mensen die geen lid waren van een  kerkgenootschap. In 1891 werd daar voor het eerst iemand begraven: een postbode, gehuwd en vader van vier kinderen die zichzelf had gedood. Destijds waren zelfmoorden nog strafbaar, daarom werd het eerste graf in dat afgelegen stukje grond in de volksmond het misdadigerskerkhof genoemd.

## Ezelsbegrafenis
Heel lang werd zelfdoding beschouwd als een misdaad, waarvoor de gestorvene alsnog gestraft moest worden. Het lijk werd een zogenoemde schandstraf opgelegd. Het lichaam werd over de openbare weg naar het galgenveld gesleept, meestal op een houten slede maar ook wel eens aan de staart van een paard. Op het galgenveld werd het op een rad geplaatst of ondersteboven aan een galg gehangen.
Had de zelfdoder zijn misdaad binnenshuis gepleegd, dan mocht het lijk niet door de deur uit het huis worden gehaald. Het werd uit het raam of uit een gat in de muur gegooid of onder de drempel van de deur  doorgetrokken. Zo wilde men voorkomen dat de ziel van de zelfdoder in het huis zou terugkeren.
Deze mensonterende behandeling werd ezelsbegrafenis genoemd, naar een bijbels voorbeeld. Jojakim, koning over Juda, was onrechtvaardig en verrijkte zich. De profeet Jeremia had namens zijn god geprofeteerd dat niemand om hem zou rouwen als hij dood was en dat hij een ezelsbegrafenis zou krijgen: men zal hem wegslepen en wegwerpen, ver weg van de poorten van Jeruzalem.